# Laura Bellini
Laura Bellini (* 12. Juni 1992 in Hamburg) ist eine deutsch-italienische Schauspielerin.

## Leben
Laura Bellini wurde 1992 in Hamburg geboren und wuchs dort in ihren beiden Muttersprachen Deutsch und Italienisch auf. 2014 absolvierte sie eine Schauspielausbildung am Bühnenstudio der darstellenden Künste. Nach mehreren kleinen Sprechrollen als Kinderdarstellerin wurde Bellini in ihrer Rolle als Leonie Simon im Fernsehfilm Ich back' mir einen Mann dem deutschen Fernsehpublikum bekannt, der 2003 auf Sat.1 ausgestrahlt wurde.
Bellini lebt in Los Angeles. Ihre Zwillingsschwester Sarah Bellini ist ebenfalls Schauspielerin.

## Filmografie (Auswahl)
- 2003: Ich back’ mir einen Mann (als Leoni Simon)
- 2003: Tochter meines Herzens (als Laura Maurer)
- 2004: Die Pfefferkörner (Folge: Das Mondfest als Lea)
- 2006: Bloch: Die Wut (als Julia Baumgärtner)
- 2011: Da kommt Kalle (Folge: Katzenfreunde, als Jana)
- 2018: Trust (5 Folgen, als Martine Zacher)
- 2019: Counterpart (Folge: Twin Cities, als Ilse)